# Institut für Instrumentenkunde in der Max-Planck-Gesellschaft
Das Institut für Instrumentenkunde in der Max-Planck-Gesellschaft in Göttingen war eine Einrichtung der Max-Planck-Gesellschaft, die von 1946 bis 1957 existierte. Während seiner gesamten Existenzdauer wurde das Institut von Konrad Beyerle geleitet.

## Geschichte und Aufgaben
Das Institut entstand am 3. Mai 1946 unter der britischen Besatzung als Ausgliederung aus der Aerodynamischen Versuchsanstalt (AVA) der Kaiser-Wilhelm-Gesellschaft in Göttingen und hieß zunächst Institut für Instrumentenkunde in der Kaiser-Wilhelm-Gesellschaft. Im neuen Institut konstruierten Wissenschaftler und Techniker der AVA in der ehemaligen Zentralwerkstatt der AVA für die Briten Apparate (=Geräte und Maschinen) und Instrumente (=Messgeräte).
Heinz Billing berichtete, dass er mit einfachsten Mitteln – wenigen Verstärkerröhren, einigen Strom- und Spannungsmessgeräten sowie einem Kathodenstrahloszilloskop – und wissenschaftlich vom Ausland isoliert ein Hochfrequenz-Labor aufbaute. An die britischen Besatzer mussten zunächst im Rahmen von FIAT Reviews Berichte über den Stand der deutschen Forschung erstattet werden. In einem später von den Briten mehr auf Augenhöhe organisierten Treffen, an dem auch Konrad Zuse und Alwin Walther teilnahmen, kam Billing mit Ideen zu Rechenmaschinen in Kontakt.
Mit der Währungsreform am 21. Juni 1948 wurde der Etat des Instituts stark gekürzt, so dass Entlassungen notwendig wurden, beziehungsweise Mitarbeiter das Institut in Richtung Ausland verließen. Später konnten aus Mitteln des Marshallplans wieder Projekte finanziert werden, bevor über die Max-Planck-Gesellschaft die Finanzierung gesichert wurde.
Das Institut für Instrumentenkunde (jetzt in der Max-Planck-Gesellschaft) unterstützte in der Folgezeit verschiedene Max-Planck-Institute und andere wissenschaftliche Einrichtungen bei der Entwicklung von technischen Geräten. So kooperierte die Arbeitsgruppe Numerische Rechenmaschinen unter Heinz Billing insbesondere mit dem Max-Planck-Institut für Physik in München. Die Arbeitsgruppe des Institutsleiters Beyerle arbeitete zum Beispiel mit dem Institut für physikalische Chemie der Universität Hamburg zusammen.
Das Institut wurde 1957 aus der Max-Planck-Gesellschaft ausgegliedert. Teile wurden von der Gesellschaft zur Förderung der kernphysikalischen Forschung (dem späteren Forschungszentrum Jülich) in Düsseldorf übernommen. Die Arbeitsgruppe Numerische Rechenmaschinen wurde dem Max-Planck-Institut für Physik angegliedert.

## Personen und Entwicklungen
- Konrad Beyerle: Beyerle war von 1946 bis 1957 Leiter des Instituts. Er arbeitete unter anderem zur Verbesserung von Gaszentrifugen zur Auftrennung radioaktiver Isotope.[5]
- Heinz Billing: Billing erhielt ab 1946 ein Labor im ehemaligen Windkanal der AVA. Hier entwickelte er 1947/1948 den Magnetophonspeicher (siehe Magnettrommelspeicher). Billing blieb zunächst bis 1949 am Institut. Nach etwa einjährigem Australien-Aufenthalt arbeitete er ab 1950 bis zur Auflösung des Instituts in der Arbeitsgruppe Numerische Rechenmaschinen.[4]
- Wilhelm Hopmann (1924–2002): Hopmann entwickelte gemeinsam mit Billing sowie Ludwig Biermann und Arnulf Schlüter vom Max-Planck-Institut für Physik die Elektronenrechner G1 (1952), G2[7] und G3, jeder etwa zehnmal schneller als sein Vorgängermodell.[4]